# Scopula manifesta
Scopula manifesta là một loài bướm đêm trong họ Geometridae.